# Gu Bon-Gil
Gu Bon-Gil (en coreano: 구본길; Seúl, 27 de abril de 1989) es un deportista surcoreano que compite en esgrima, especialista en la modalidad de sable.
Participó en cuatro Juegos Olímpicos de Verano entre los años 2012 y 2024, obteniendo tres medallas: oro en Londres 2012, oro en Tokio 2020 y oro en París 2024. Ganó diez medallas en el Campeonato Mundial de Esgrima entre los años 2011 y 2023.

## Palmarés internacional
| Juegos Olímpicos   | Juegos Olímpicos      | Juegos Olímpicos  | Juegos Olímpicos  |
| Año                | Lugar                 | Medalla           | Prueba            |
| ------------------ | --------------------- | ----------------- | ----------------- |
| 2012               | Londres (Reino Unido) | Medalla de oro    | Sable por equipos |
| 2020               | Tokio (Japón)         | Medalla de oro    | Sable por equipos |
| 2024               | París (Francia)       | Medalla de oro    | Sable por equipos |
| Campeonato Mundial |                       |                   |                   |
| Año                | Lugar                 | Medalla           | Prueba            |
| 2011               | Catania (Italia)      | Medalla de bronce | Sable individual  |
| 2013               | Budapest (Hungría)    | Medalla de bronce | Sable por equipos |
| 2014               | Kazán (Rusia)         | Medalla de plata  | Sable individual  |
| 2014               | Kazán (Rusia)         | Medalla de plata  | Sable por equipos |
| 2017               | Leipzig (Alemania)    | Medalla de oro    | Sable por equipos |
| 2017               | Leipzig (Alemania)    | Medalla de plata  | Sable individual  |
| 2018               | Wuxi (China)          | Medalla de oro    | Sable por equipos |
| 2019               | Budapest (Hungría)    | Medalla de oro    | Sable por equipos |
| 2022               | El Cairo (Egipto)     | Medalla de oro    | Sable por equipos |
| 2023               | Milán (Italia)        | Medalla de plata  | Sable por equipos |